# ر
La rāʾ (en árabe ﺭﺍء, rāʾ [raːʔ]) es la décima letra del alfabeto árabe. Representa un sonido sonante, , vibrante y simple, /r/. En la numeración abyad tiene el valor de 200.
Puede representar una vibrante alveolar [r], vibbrante simple sonora [ɾ] o vibrante múltiple uvular [ʀ] (esta última sólo en muy pocos dialectos modernos). Se pronuncia como aproximante postalveolar [ ɹ̠ ] en el dialecto tradicional de Fez.

## Descendientes
El estándar Unicode para escritura árabe también incluye una variante con un trazo atravesado (carácter Unicode U+075b: ), en uso en ciertos idiomas de África del Norte y Occidental y en algunos dialectos de Pakistán.
| Posición | Aislada | Final | Media | Inicial |
| -------- | ------- | ----- | ----- | ------- |
| Forma:   | ݛ       | ـݛ    | ـݛ    | ݛ       |